# Whitchurch-Stouffville
Whitchurch-Stouffville es un pueblo canadiense situado en la provincia de Ontario.

## Superficie
Whitchurch-Stouffville tiene una superficie de 206,42 km².

## Demografía
En 2021, tenía 49 864 habitantes, una densidad poblacional de 241,6 hab./km², y 17 154 viviendas.